# Artifact (игра)
Artifact — коллекционная карточная онлайн-игра по мотивам вселенной Dota 2, разрабатывающаяся компанией Valve. Релиз игры для персональных компьютеров состоялся 28 ноября 2018 года и она уже доступна в Steam. Позже, в середине 2019, планировался выпуск игры на мобильные платформы iOS и Android, однако релиз так и не состоялся. Причиной тому стала заморозка игры.
30 марта 2020 года разработчики подтвердили, что игра будет перезапущена.

## Разработка
Игра была анонсирована 7 августа 2017 года во время турнира The International 2017, при этом никакой информации об игре предоставлено не было.
9 марта 2018 года на закрытой презентации были представлены первые подробности. У игры будет новая механика, и искусственный интеллект для помощи игрокам. Стало известно, что игра не будет free-to-play. Дата релиза для PC была намечена на вторую половину 2018 года, а мобильная версия для iOS и Android — на середину 2019. Игра должна была стать первым проектом на движке Source 2 выпущенном для мобильных устройств.

## Бета-тестирование
В закрытом (приватном) бета-тестировании приняли участие профессиональные игроки и комментаторы в Hearthstone, Гвинт, Magic: The Gathering и Dota 2.
Посетители The International 2018 и стенда Artifact на выставке PAX West получили копии Artifact и доступ в бета-тестирование, кроме того было выдано 40 000 ключей в закрытую бету в рамках программы Friends & Family. На тот момент точная дата тестирования была неизвестна, в официальном Твиттере шла речь об октябре. В итоге владельцы ключей с PAX West, The International 2018 и других источников получили доступ к бете за 10 дней до официального релиза — 19 ноября.
В сентябре компания Valve начала показывать публике карты. Это происходило как в официальном твиттере игры, так и на стримах и в социальных сетях доверенных создателей контента. Уже через 10 дней менеджер китайской киберспортивной организации Newbee на личном стриме запустил Artifact и показал не только несколько десятков карт, но и ранее неизвестный интерфейс игры. Вскоре организация уволила виновного.
Artifact стал доступен для предзаказа 10 ноября, тогда же появилась информация о минимальных системных требованиях игры. Предзаказавшие смогли начать загрузку игры за несколько часов до официального релиза.
С 10 по 11 ноября компания Valve в сотрудничестве с компанией Beyond The Summit провела ознакомительный турнир по Artifact. 128 приглашённых игроков боролись за призовой фонд в размере 10 000$. Соревнование прошло в формате драфта и использовало внутриигровую систему турниров. По данным сервиса SteamDB, в первый день за трансляцией турнира на Twitch следило до 65 000 человек, на второй игровой день пиковые значения упали до 25 000 зрителей.
Турнир выиграл шведский игрок в Magic: The Gathering Джоэль Ларссон. По итогам группового этапа, который проводился по швейцарской системе, Джоэль выиграл семь матчей из семи, в плей-офф игрок продолжил победную серию, выиграв три матча, включая финал, со счётом 2:0. Джоэль Ларссон заработал 4 000$, его соперник по финалу Mogwai получил 2 000$.
17 ноября спало действие NDA, все люди и студии с доступом к игре смогли стримить её и делиться мнением.
19 ноября начался этап закрытой беты для владельцев ключей с PAX West, TI8 и других источников.

## Релиз игры
Официальный релиз Artifact состоялся на ПК 28 ноября 2018 года. На следующий день после выхода игры, онлайн игроков Artifact в Steam достиг отметки в 60 746 человек, а за стримами на Twitch.tv наблюдало около 49 000 тысяч зрителей.
После выхода Artifact число игроков начало стремительно уменьшаться — через неделю после релиза, 5 декабря, онлайн игры упал до 28 477 человек, к концу месяца пиковое количество игроков Artifact составило уже 6800 пользователей.
Выпущенное в ночь с 13 на 14 декабря обновление «Зов Битвы» не смогло улучшить ситуацию. Несмотря на добавление колеса чата, улучшения внутриигрового события «Зов битвы», внесения изменений в систему турниров, а также множества исправлений ошибок, игроки по-прежнему уходили из игры.
Второе крупное обновление вышло 21 декабря. В игру были добавлены системы рейтинга и прогрессии, а также изменены показатели ряда героев и карт. Разработчики добавили еженедельный бонус, награды за стиль, а также за отвагу и умения, что ненадолго увеличило онлайн игроков до 11 600, но к концу месяца весь прогресс был утерян.
29 января 2019 года Valve выпустила последний геймплейный патч для Artifact 1.1, в котором были усилены 18 карт предметов и исправлены ошибки. Но уже 11 февраля количество игроков в Artifact опустилось до трёхзначного значения.
9 марта стало известно, что Ричард Гарфилд больше не работает над игрой. Об этом в комментарии сайту Artibuff.com рассказал сам Ричард, который уточнил, что команду также покинули два его коллеги.
28 марта разработчики Valve опубликовали запись «Artifact: на пути к лучшему будущему», где было рассказано, что вместо выпуска обновлений с исправлением ошибок, разработчики сосредоточатся на более радикальных мерах: пересмотрят дизайн, экономику, социальные аспекты игры и многое другое. По сути, это означало полный перезапуск игры.

## Киберспортивная сцена
Ещё до полноценного релиза игры, во время этапа закрытой беты, ряд киберспортивных организаций анонсировал подписание контрактов с игроками в Artifact.
21 июня 2018 года организация Virtus.pro анонсировала подписание контракта с Марией «harleen» Кобзарь, до этого игравшей в Hearthstone. 23 ноября того же года к составу организации также присоединились Naiman и DrHippi, ранее представлявшие Virtus.pro в Hearthstone.
10 ноября Hyped стал игроком Team Liquid.
17 ноября составы по Artifact открыли организации compLexity Gaming и beastcoast. В состав compLexity вошли 6 игроков, до этого выступавших в Heartshtone, Гвинт и Magic: The Gathering. Beastcoast подписали бывшего игрока и комментатора в Dota 2 Eosin.
18 ноября к Evil Geniuses присоединился Swim. В анонсе организации заявлялось не только о планах игрока на участие в турнирах по Artifact, но и на создание контента по игре.

### Турниры
29 ноября, после релиза игры, компания WePlay! анонсировала проведение турнира WePlay! Artifact Mighty Triad: Strength с призовым фондом в 10 000$. Участие приняли 32 приглашённых игрока, которые играли заранее созданными колодами (Constructed Mode). Турнир выиграл Hyped, заработавший за первое место 5 000$. Все игроки, прошедшие в плей-офф, получили приглашение на следующий турнир компании — WePlay! Artifact Mighty Triad: Agility. По данным сервиса Esports Charts, пиковое значение зрителей достигло показателя в 36 835 человек.
4 декабря был анонсирован турнир SeatStory Cup X от компании TakeTV. В отличие от WePlay! Artifact Mighty Triad: Strength, организаторы предусмотрели систему открытых квалификаций — два отборочных турнира для Европы, два для Северной Америки и две «квалификации последнего шанса», участие в которых могли принять игроки из любых регионов. Призовой фонд турнира составил 10 000$, формат проведения — Constructed Mode. Чемпионом соревнования стал Hyped, заработавший 4 000$.
В ночь с 29 на 30 декабря завершились квалификации к турниру WePlay! Artifact Mighty Triad: Agility. Сам турнир начался 15 января, его победителем стал россиянин MaggoGx, отобравшийся на него через открытые квалификации. В своём интервью игрок рассказал, что до этого играл в Гвинт на полупрофессиональном уровне: входил в число лучших игроков ладдера и «выиграл пару небольших турниров». Как победитель турнира, MaggoGx получил гарантированный ивнайт на следующее соревнование по Artifact от WePlay! — WePlay! Artifact Mighty Triad: Intelligence, но студия отложила проведения турнира из-за упавшей популярности игры — анонс турнира так и не состоялся.
После этого организаторы не проводили крупные турниры. Сообщество проводило небольшие соревнования, например серию турниров Artifact Championship Series или B3H, но они не имели больших призовых фондов и не поддерживались крупными студиями или Valve.

## Artifact 2.0
После почти года без официальных новостей, 20 марта 2020 года на официальном сайте игры появилась новость «В разработке». Разработчики рассказали, что начинают тестировать системы и инфраструктуру Artifact, а также призвали игроков ждать больше новостей после выхода Half-Life: Alyx.
30 марта разработчики подтвердили, что Artifact был переработан: изменён геймплей, игра упрощена для новичков, а также изменена модель монетизации. Как говорится в записи, бета будет новым приложением, и доступ к ней получат отдельные аккаунты. Точное время начала бета-тестирования Artifact 2.0 объявлено не было.
Через неделю, 6 апреля, в новой записи сотрудники Valve попросили игроков прислать свои идеи и пожелания об улучшении игры на специальный электронный адрес. Кроме того, были показаны новые карты со временными иллюстрациями — Мирана, Король-призрак, Липкий грявол, Малыш-морфлинг, Огр-швыряльщик и Овечий посох. В описании карт встретились механики, которых не было в Artifact 1.0 и Artifact 1.1: например, разложение.

## Прекращение разработки Artifact 2.0
5 марта 2021 разработка Artifact 2.0 была отменена. Оригинальная игра бесплатна и по-прежнему доступна в Steam.